# Jean de Bodt
Jean de Bodt (1670 – 3 de enero de 1745) fue un arquitecto barroco del siglo XVIII.

## Biografía
Bodt nació en París de padres hugonotes franceses, aunque su padre era de Mecklemburgo. Estudió arquitectura, pero se vio obligado a huir de Francia tras el Edicto de Fontainebleau y se estableció en la República Holandesa. En 1688 llegó a Londres en el séquito de Guillermo III de Inglaterra. Fue ascendido a capitán del Cuerpo de Artillería e Ingenieros británico.
En 1699 se trasladó a Berlín para llevar a cabo la construcción del Zeughaus (arsenal), que en aquel momento presentaba una fuerte influencia de los estilos francés y británico de finales del siglo XVII. Bodt también trabajó en los palacios de Potsdam y Schlodien y, en 1715, completó los planos de construcción de la torre de la Parochialkirche de Berlín. Después fue enviado a la ciudadela de Wesel para mejorar las fortificaciones de la ciudad. En 1719 se convirtió en gobernador de dicha ciudad.
En 1728 pasó al servicio de Sajonia, donde se convirtió en intendente general de edificios civiles y militares, sucediendo al conde Wackerbarth. En 1741 recibió el título de general de infantería, aunque trabajó exclusivamente como arquitecto. Junto con Pöppelmann y Longuelune, convirtió una pequeña casa de campo en el Palacio Japonés de Dresde. En 1742 fundó la Academia de Ingenieros de Dresde. Bodt murió en Dresde.

## Edificios de Jean de Bodt

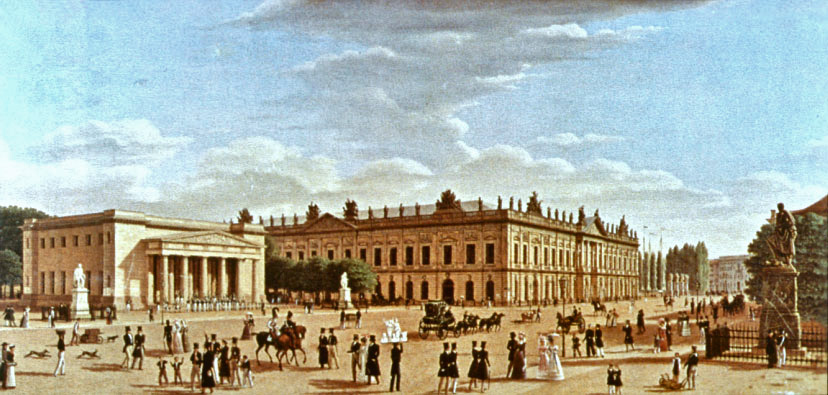
Berlín: Zeughaus y Edificio de la Nueva Guardia de Berlín
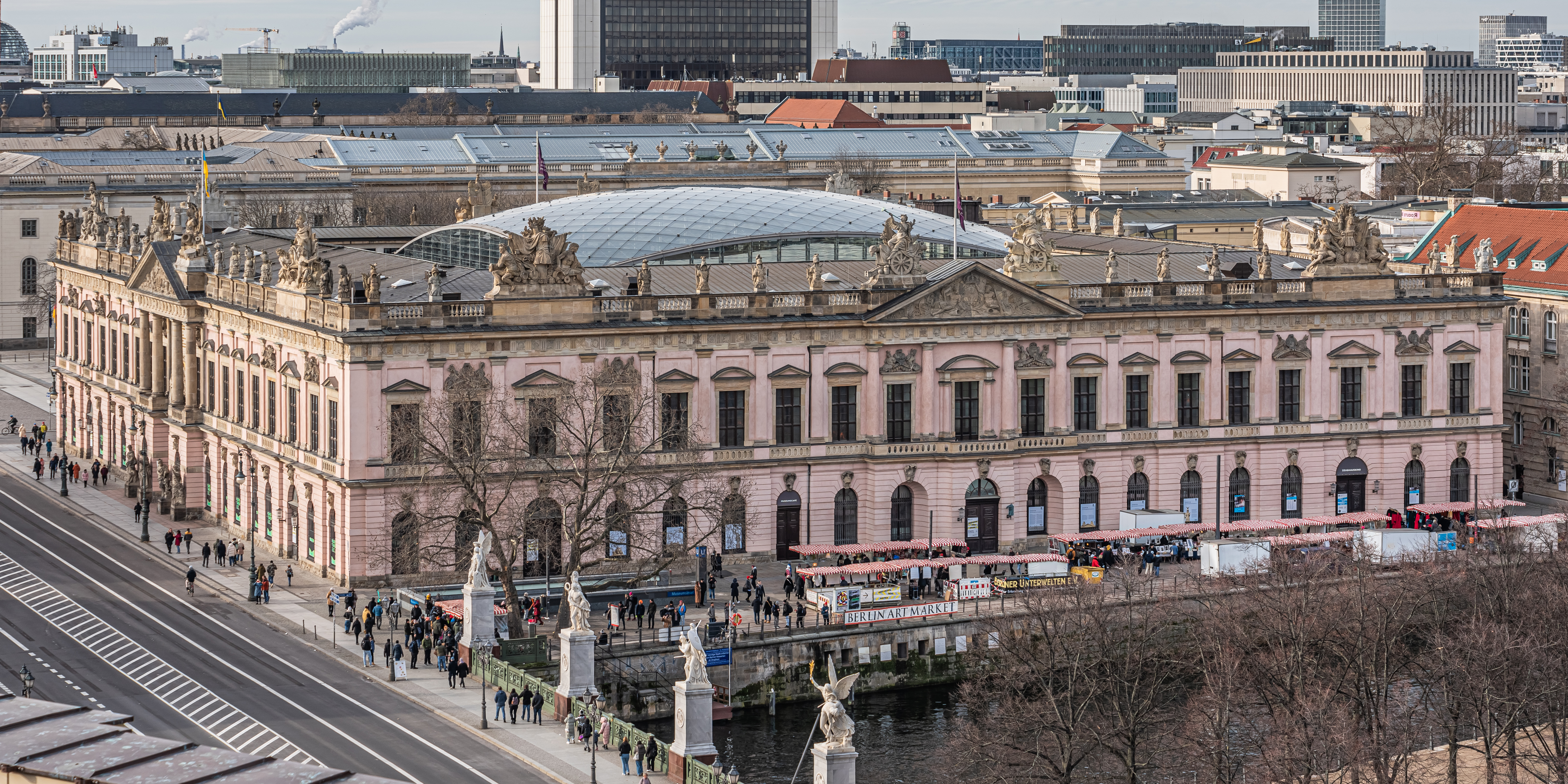
Zeughaus, Berlín
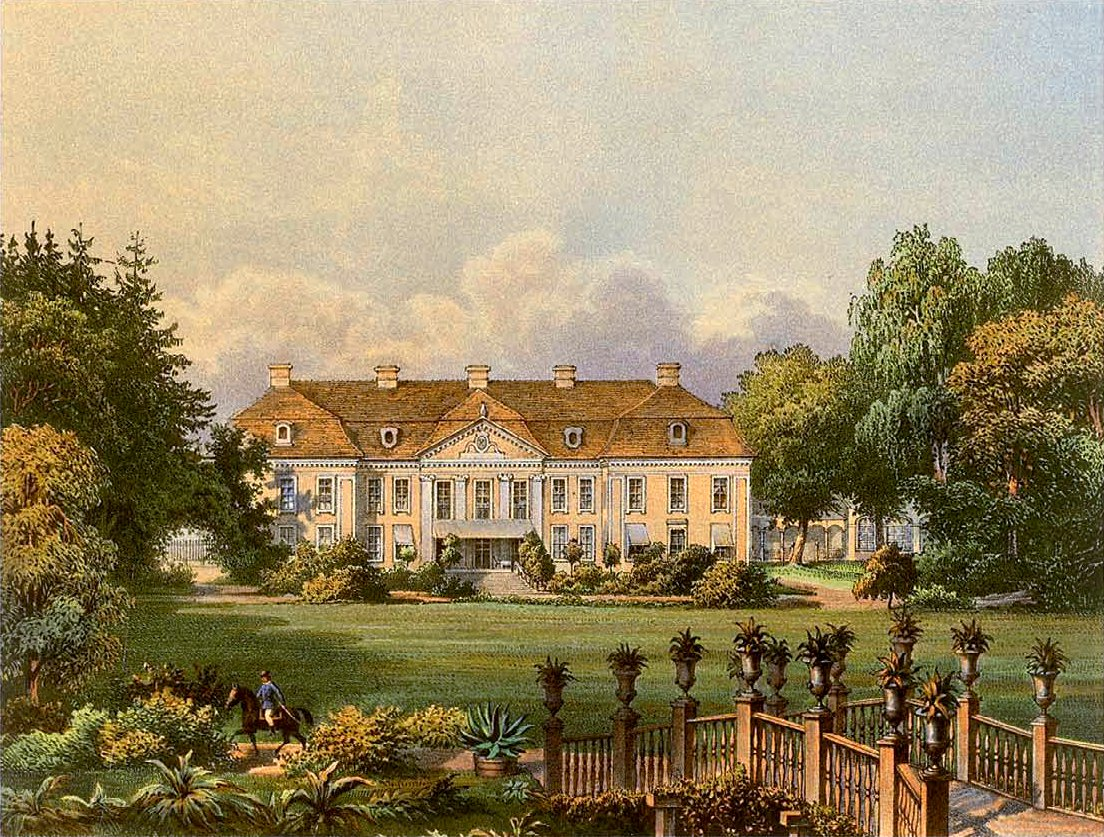
Palacio de Schlodien (Prusia Oriental)
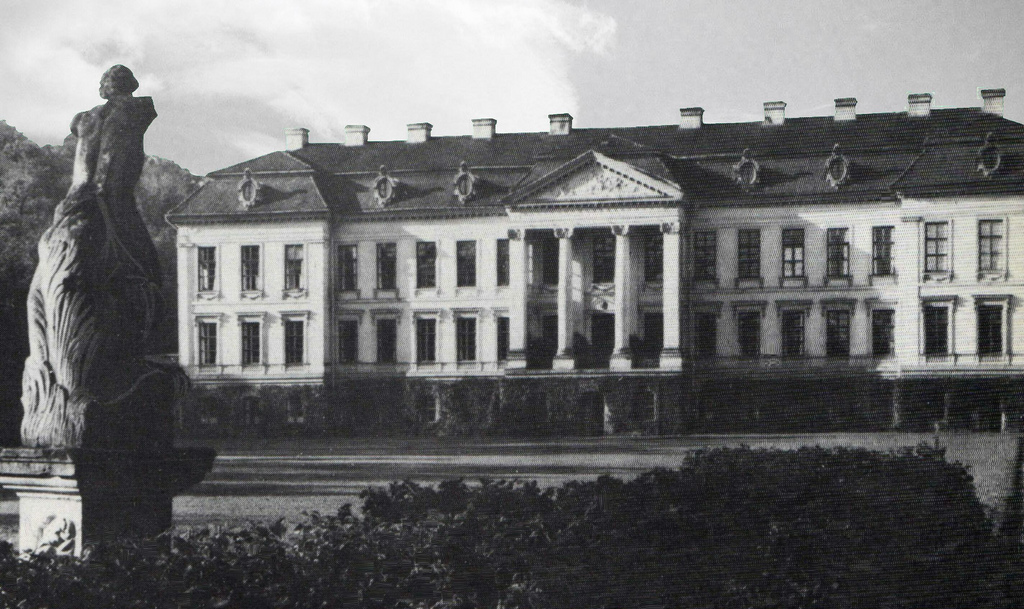
Palacio de Friedrichstein (Prusia Oriental) Según sus planos, fue construido bajo la supervisión de John von Collas para el conde Dönhoff .
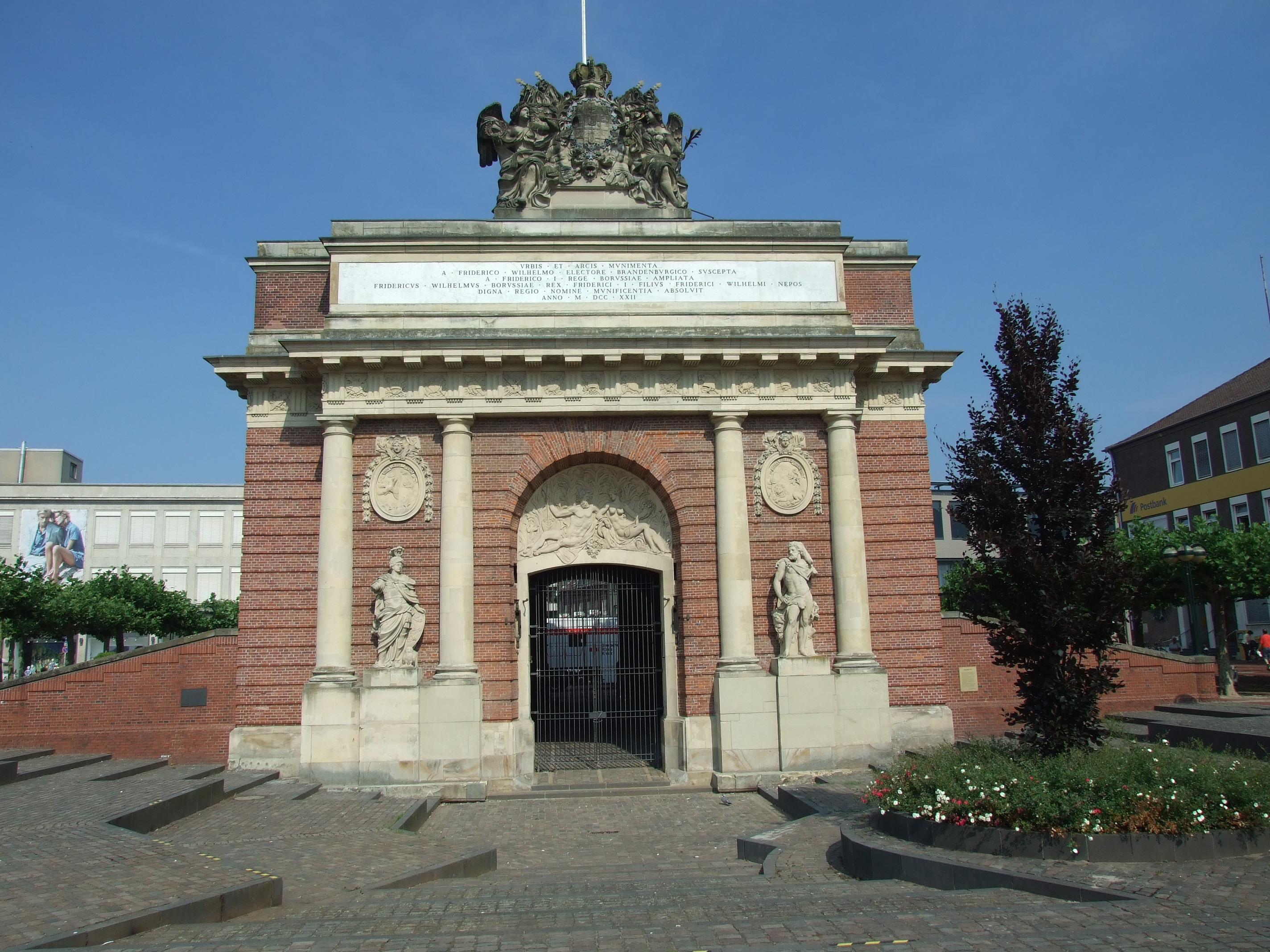
Puerta de Berlín en Wesel
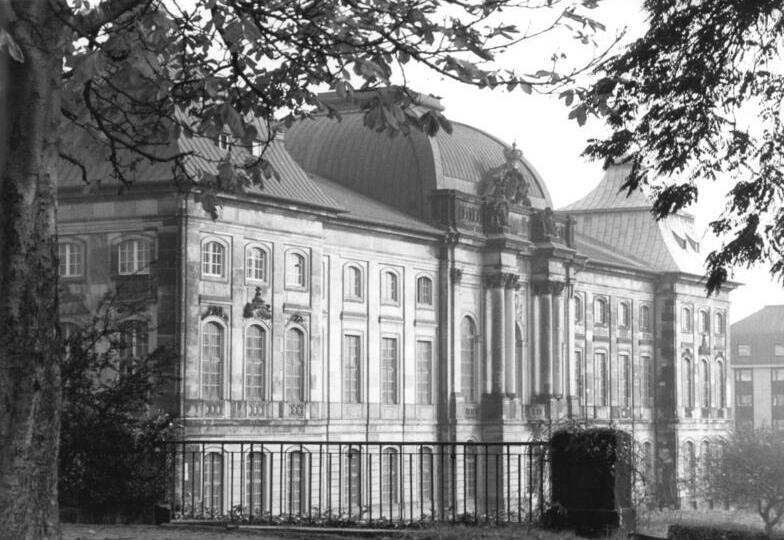
Dresde, Palacio Japonés, Museo Etnológico, Museo Estatal

## Literatura
- Hans-Joachim Kuke: Jean de Bodt 1670-1745. Architekt und Ingenieur im Zeitalter des Barock . Editorial Werner, Worms 2002,  (in German)
- Klaus-Ludwig Thiel: Staatsbauentwürfe Jean de Bodts für Friedrich I. en Theorie und Praxis . Kleikamp, Colonia 1987 (in German)